# Историчар
Историчар је особа која проучава и пише о прошлости и сматра се ауторитетом на том пољу. Историчари се брину о континуираној, методичкој нарацији и истраживању прошлих догађаја који се односе на људску расу; као и о проучавању цјелокупне историје од постанка времена. Уколико се појединац бави догађајима који су претходили писаној историји, тај појединац је историчар преисторије. Поједини историчари су признати кроз публикације или обуку и искуства. „Историчар” је постао професинално занимање крајем 19. вијека, јер су се истраживачки униврзитети појавили у Њемачкој и другдје.